# Theodore Roosevelt Birthplace
Theodore Roosevelt Birthplace är en kopia byggt 1919 av tidigare presidenten Theodore Roosevelts ursprungliga födelsehem på 28 East 20th Street, Manhattan, New York i USA. Det ursprungliga huset revs 1916.